# Хејли Џејмс Скот
Хејли Џејмс-Скот је измишљени лик из америчке телевизијске серије „Три Хил“, кога тумачи америчка глумица Бетани Џој Ленц.
Хејли је Лукасова најбоља пријатељица, која се у серији два пута удаје за Нејтана.
У другој сезони серије напушта Нејтана и одлази на музичку турнеју заједно са Крисом Келером, али убрзо схвата да јој је брак важнији од свега.
У четвртој сезони серије рађа сина Џејмија, а у петој сезони постаје професорка у средњој школи у Три Хилу.